# بروفوسلاف ميهايلوفتش
بروفوسلاف ميهايلوفتش (مواليد 13 أبريل 1921) هو لاعب كرة قدم. يلعب مع منتخب يوغوسلافيا لكرة القدم. سبق له أن لعب في كأس العالم لكرة القدم مع منتخب بلاده.

## مسيرته الكروية
لعب بروفوسلاف ميهايلوفتش خلال مسيرته الاحترافية مع ناديين في أحد عشر موسمًا وسجل خلالها 60 هدف ضمن 139 مباراة. حيث فاز في موسمين بالكأس وفي ثلاثة مواسم بالدوري.
خاض بروفوسلاف ميهايلوفتش مسيرته مع نادي بارتيزان في موسم 1946–47 في المرة الأولى ليلعب معه أربعة مواسم ثم في موسم 1952 ليلعب معه ستة مواسم، مشاركًا طوالها في 139 مباراة سجل خلالها 60 هدف. ثم انتقل إلى نادي النجم الأحمر بلغراد ما بين عامي 1951 و1952 لمدة موسم واحد، حيث لم يشارك في أي مباراة ولم يسجل أي هدف.

## روابط خارجية
- بروفوسلاف ميهايلوفتش على موقع الاتحاد الدولي (مؤرشف)  (الإنجليزية)
- بروفوسلاف ميهايلوفتش على موقع قاعدة بيانات كرة القدم.إي يو (الإنجليزية)
- بروفوسلاف ميهايلوفتش على موقع بيانات كرة القدم. دي إي (الألمانية)
- بروفوسلاف ميهايلوفتش على موقع ناشيونال فوتبول تيمز (الإنجليزية)
- بروفوسلاف ميهايلوفتش على موقع Soccerway.com (الإنجليزية)
- بروفوسلاف ميهايلوفتش على موقع عالم كرة القدم.نت (الإنجليزية)
- بروفوسلاف ميهايلوفتش على موقع اللجنة الأولمبية الدولية (الإنجليزية)
- بروفوسلاف ميهايلوفتش على موقع أوليمبيديا (الإنجليزية)